# Szkockie Galerie Narodowe

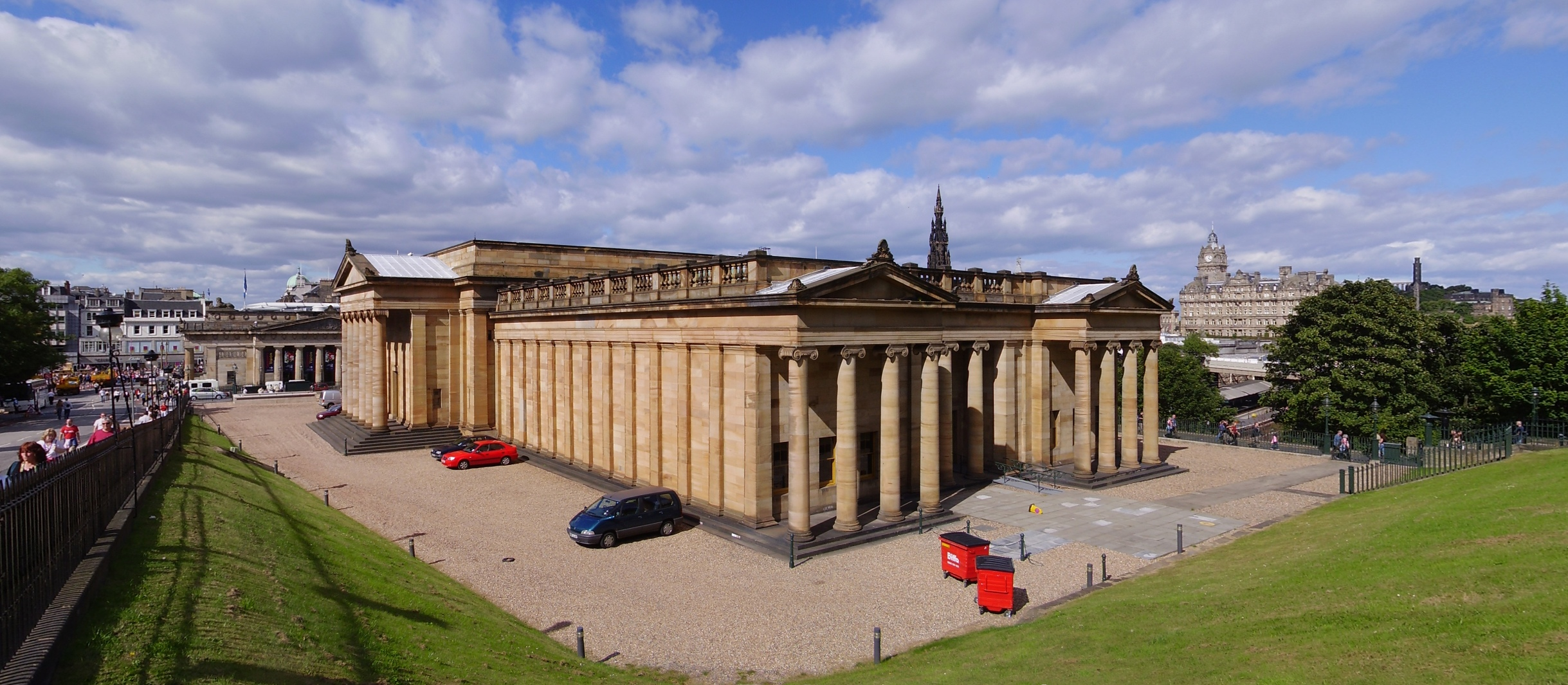
Szkocka Galeria Narodowa

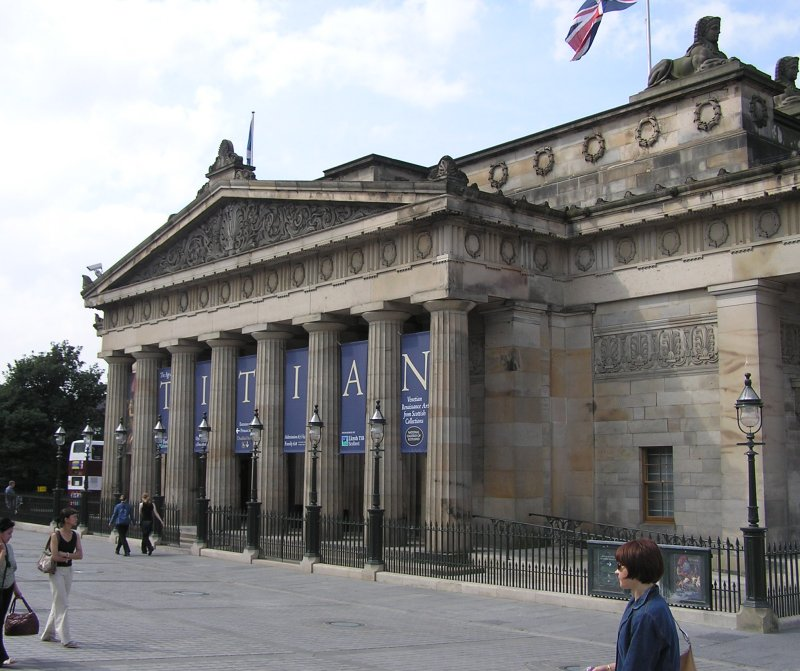
Budynek Royal Scottish Academy

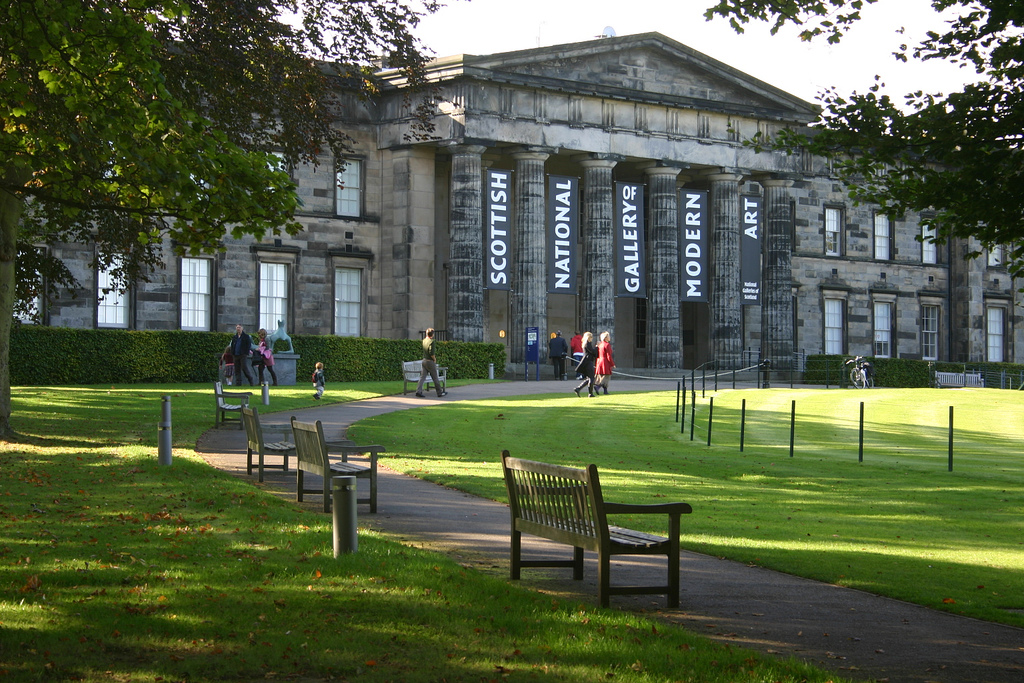
Szkocka Narodowa Galeria Sztuki Nowoczesnej

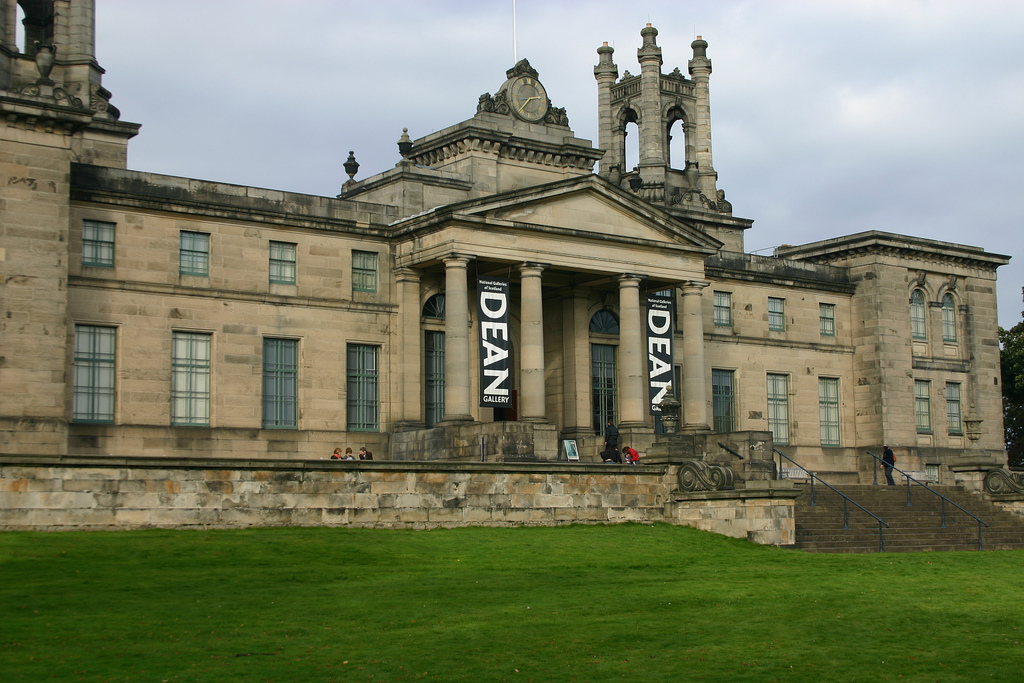
Galeria Dean

Szkockie Galerie Narodowe (ang. National Galleries of Scotland) – szkocka organizacja zrzeszająca pięć narodowych galerii sztuki w Edynburgu:
- National Gallery of Scotland (Szkocka Galeria Narodowa),
- Royal Scottish Academy,
- Szkocka Narodowa Galeria Portretów (Scottish National Portrait Gallery),
- Szkocka Narodowa Galeria Sztuki Nowoczesnej (Scottish National Gallery of Modern Art),
- Galeria Dean (Dean Gallery);

oraz dwie galerie partnerskie w północnej i południowej Szkocji: Paxton House w Berwickshire i Duff House w Banff. Ponadto posiada Centrum Sztuki Granton. Zajmuje się opieką, badaniami i rozwijaniem narodowej kolekcji zawierającej dzieła sztuki od wczesnego renesansu aż do czasów współczesnych. Jest finansowana przez szkocki rząd i zarządzana przez radę nadzorczą, którą mianuje odpowiedni minister.

## Kolekcja
Zbiory podzielone są na trzy zasadnicze grupy:
- Szkocka Galeria Narodowa: dzieła od wczesnego renesansu do 1900 roku oraz narodowa kolekcja sztuki szkockiej od ok. 1600 do ok. 1900;
- Szkocka Narodowa Galeria Portretów: historia Szkocji od XVI wieku do czasów współczesnych ujęta za pomocą portretów osób ją tworzących; znajduje się tu także narodowa kolekcja fotografii;
- Galeria Sztuki Nowoczesnej oraz Galeria Dean: nowoczesna i współczesna sztuka oraz kolekcje sztuki dadaizmu i surrealizmu.

Pozostałe budynki przeznaczone są do magazynowania dzieł lub urządzania tymczasowych wystaw.